# Orthotrichia damasi
Orthotrichia damasi är en nattsländeart som beskrevs av G. Marlier 1943. Orthotrichia damasi ingår i släktet Orthotrichia och familjen smånattsländor. Inga underarter finns listade i Catalogue of Life.